# 喬·鍾
約瑟夫·"喬"·鍾（Joseph "Joe" Choong，1995年5月23日—）是一名英國男子現代五項運動員。他曾經獲得2020年夏季奧林匹克運動會男子個人金牌。他出生於奧爾平頓，父親是馬來西亞華人，弟弟亨利也是現代五項運動員，曾代表英國參加2014年夏季青年奧林匹克運動會。

## 外部連結
- UIPM （页面存档备份，存于）